# Lecteria legata
Lecteria legata är en tvåvingeart som beskrevs av Alexander 1948. Lecteria legata ingår i släktet Lecteria och familjen småharkrankar. Inga underarter finns listade i Catalogue of Life.